# On Off (Lied)
On Off ist ein Lied der deutschen Rapperin und Sängerin Shirin David aus dem Jahre 2019, das in Zusammenarbeit mit dem kongolesischen Sänger Maître Gims entstanden ist. Es wurde als fünfte Singleauskopplung aus Davids Debütalbums Supersize veröffentlicht und wurde von ihr selbst zusammen mit Chima Ede, Gims, Kool Savas und den Produzenten des Tracks, FNSHRS., geschrieben.

## Musik und Text
On Off ist ein Pop-Song mit gesungenen Strophen und Refrain. Beide Künstler, David und Gims, singen je eine Strophe und gemeinsam den Refrain sowie die Bridge. Der Liedtext handelt von einer Beziehung zweier Partner, die sich immer wieder trennen und wieder versöhnen, da sie nicht mit-, aber auch nicht ohne einander auskommen. Es ist – anders als Titel anderer Künstler zu dieser Thematik – keine melancholische Ballade, sondern ein fröhlicher, sommerlicher Song. Shirin David singt die erste Strophe und wird ab dem Refrain von Gims unterstützt, welcher dann die zweite Strophe singt. Des Weiteren ist das Lied in a-Moll verfasst und zählt 105 Schläge pro Minute.

## Entstehung und Veröffentlichung
David schrieb On Off zusammen mit ihren Produzenten FNSHRS. und den Rappern Chima Ede und Kool Savas. Sie ist der erste deutsche Act, der sich ein Feature mit Maître Gims sichern konnte. Um sich auf das Feature vorzubereiten, flog David mit ihrem Team selbst nach Paris, um dort Gims’ Tonstudio zu besuchen und mit ihm persönlich über das Feature zu reden. Das dokumentierte sie auf ihrem YouTube-Kanal. Mit diesem Video und einem begleitenden Instagrampost kündigte David die Single am 23. Juni 2019 an. Der Titel selbst erschien am 28. Juni 2019 gemeinsam mit dem Musikvideo. 

## Musikvideo
Das Musikvideo zu On Off wurde, wie bereits die Videos zu Gib ihm und Ice, von 100Blackdolphins unter der Regie von PLUG ausschließlich in einem Studio gedreht. Die Eingangsszene zeigt David in einem weißen Pyjama in einem ebenfalls weißen Raum, während die zweite Szene David mit zwei Tänzerinnen in blauen Kästen vor einem rosa Hintergrund stehend oder tanzend zeigt. Das Video zeichnet sich dadurch aus, dass es wirkt, als wäre der Großteil dessen an einem Stück gedreht worden. Dieser Eindruck wird allerdings durch die Outfit- und Szeneriewechsel gestört, was den einzigartigen Charakter des Musikvideos erzeugt. In weiteren Szenen sind David und Gims, der ab dem Refrain Teil des Videos ist, vor einer Zeichentrick-ähnlichen Häuserkulisse mit Tänzern und Tänzerinnen, in einem Flugzeug mit der Aufschrift SupAIRsize (Anspielung auf ihr Debütalbum Supersize) auf den Sitzen und im Regen vor einer weiteren Kulisse tanzend zu sehen. Beide Künstler vollziehen mehrere Outfit-Wechsel.  Das Musikvideo konnte bis heute (Stand August 2025) bereits über 36,8 Millionen Aufrufe auf YouTube generieren.
Am 7. Juli ging außerdem ein Making-of zum Musikvideo online, das von Anton Schmidt-Wünkhaus produziert wurde.

## Kritik
On Off erhielt überwiegend positive Kritiken. Der Ohrwurm-Charakter sowie die interessante deutsch-französische Kombination wurde oft gelobt. Kritik erhielt David dafür, dass sie auf Promo-Bildern für die Single und zum Teil auch im Musikvideo recht dunkel geschminkt war. Ihr wurde dafür Blackfishing, die Aneignung der Afro-Kultur andersfarbiger Menschen, vorgeworfen. Außerdem wurde vereinzelt kritisiert, dass David mit Gims zusammenarbeitet, obwohl er in einigen seiner eigenen Lieder homophobe Äußerungen getroffen habe.

## Erfolg

### Charts und Chartplatzierungen
On Off erreichte Platz drei der deutschen Singlecharts und hielt sich 14 Wochen in den Charts. Für David war es, seit Gib ihm Platz eins der Charts erreicht hatte, bereits der dritte Top-5-Hit und schon ihre sechste Platzierung in den Top 10 der deutschen Charts. In Österreich erreichte die Single Position fünf und konnte sich neun Wochen in den Charts halten. In der Schweiz erreichte On Off mit Position sechs seine höchste Chartnotierung und platzierte sich sechs Wochen in der Hitparade. Es ist bis heute (Stand: Mai 2020) ihre beste Chartplatzierung in der Schweiz.
| ChartsChartplatzierungen | Höchstplatzierung | Wochen |
| ------------------------ | ----------------- | ------ |
| Deutschland (GfK)        | 3 (14 Wo.)        | 14     |
| Österreich (Ö3)          | 5 (9 Wo.)         | 9      |
| Schweiz (IFPI)           | 6 (6 Wo.)         | 6      |

Auf der Streaming-Plattform Spotify wurde das Lied mehr als 74 Millionen Mal aufgerufen (Stand: August 2025).

### Auszeichnungen für Musikverkäufe
| Land/Region        | Auszeichnungen für Musikverkäufe (Land/Region, Auszeichnung, Verkäufe) | Verkäufe |
| ------------------ | ---------------------------------------------------------------------- | -------- |
| Deutschland (BVMI) | Gold                                                                   | 200.000  |
| Österreich (IFPI)  | Gold                                                                   | 15.000   |
| Insgesamt          | 2× Gold ·                                                              | 215.000  |